# Кайке Давид
Кайке Давид Перейра (порт. Kayke David Pereira; род. 22 января 2003, Бразилия) — бразильский футболист, полузащитник клуба «Фламенго».

## Биография
Кайке — воспитанник клубов «Нова-Игуасу» и «Фламенго». 10 декабря 2021 года в матче против «Атлетико Паранаэнсе» он дебютировал в бразильской Серии A.